# Big Brother Brasil 15
Big Brother Brasil 15 foi a décima quinta temporada do reality show brasileiro Big Brother Brasil, exibido pela TV Globo entre 20 de janeiro a 7 de abril de 2015, com 78 dias de confinamento. A edição contou com a apresentação de Pedro Bial e a direção de Rodrigo Dourado.
A edição terminou com a vitória do estudante de Direito Cézar Lima, que recebeu 65% dos votos,  e faturou o prêmio máximo de R$ 1,5 milhão sem desconto de impostos.
Esta foi a terceira edição a ser exibida em HD. Também a primeira edição em que foi possível acompanhar em múltiplas plataformas através do BBB Play e a primeira edição a estrear na terceira quinzena de janeiro.

## O Jogo

### Seleção dos participantes
Nessa edição, a produção do programa levou em consideração a diversidade entre os participantes, sempre ressaltando que essa edição seria uma das mais diversificadas dentre as outras 14 edições passadas. O apresentador do programa, Pedro Bial, declarou: "[Essa edição] vai juntar a inocência dos primeiros Big Brothers com uma maturidade dos realizadores que somos hoje".

### A Casa
O ar de casa de veraneio homenageou os primeiros anos do programa. Quartos temáticos coloridos deram lugar a cômodos aconchegantes e confortáveis. Alguns cômodos foram trocados de lugar. O quarto do Líder ocupou parte do jardim e o spa, com banco de madeira e almofadões, ficou onde era a academia. Já a academia passou para o segundo andar da casa. Na área externa, piscina e sauna, como no "BBB7" e "BBB8", e um orelhão que abrigou o Big Fone. A sala de estar, onde os participantes conversavam com Pedro Bial, ganhou uma pintura em cores de tom bege. Na cozinha, uma grande mesa retangular de madeira. As cadeiras, diferentes umas das outras, as panelas de cobre penduradas no teto e vasos com horta de ervas na janela completavam o ar de casa normal.
Nesta edição, os brothers habitavam dois quartos. O que ficou conhecido como Laranja ou Secret, como alguns participantes apelidaram, tinha as paredes cor de laranja, carpete avermelhado e acessórios com cores quentes. O outro era o oposto: o azul predominava e cores frias preenchiam o ambiente. A grande diferença entre os quartos é que o segundo tinha um banheiro e chuveiro próprio. Essa foi a primeira vez que um quarto, que não era o do Líder, ganhou um banheiro.
O quarto do Líder, depois de algumas edições no segundo andar, voltou ao jardim da casa. As novidades do cômodo são a banheira de hidromassagem, com parte da lateral transparente, e os seis televisores que fizeram com que o Líder tivesse seu "BBB" particular. Os monitores mostravam imagens sem áudio de diferentes ambientes da casa.

### Disputa pela última vaga
Inicialmente o programa contou com 13 participantes, mas logo no 2º dia de programa, Aline Gotschalg e Julia Barboza, duas candidatas à participante, ingressaram na casa para juntas disputarem a 14ª vaga da temporada. Aline, com 53% dos votos, foi a escolhida pelo público para continuar no confinamento e garantiu a última vaga.
| Candidata           | Idade | Ocupação          | Origem                       | Resultado     |
| ------------------- | ----- | ----------------- | ---------------------------- | ------------- |
| Aline Gotschalg     | 24    | Estudante de Moda | Belo Horizonte, Minas Gerais | Escolhida     |
| Julia Nunes Barboza | 23    | Empresária        | Vitória, Espírito Santo      | Não escolhida |

### Mudança das regras
Nessa temporada, houve mudança nas regras em relação às anteriores. O Líder poderá ficar várias semanas no reinado, ganhando a cada liderança, R$ 10 mil. Além disso, o Líder que irá decidir sobre o "Poder do Não" e separação dos grupos para a "prova da comida". Porém, pela primeira vez o Líder não terá imunidade por esse meio, podendo ser mandado ao Paredão pela votação no confessionário ou "Big Fone". O Líder só ficará imune caso ganhe a imunidade por parte do "Anjo" da semana ou, possivelmente, graças ao anúncio do "Big Fone".

### Você no Controle
Numa novidade chamada "Você no Controle", foi aberta uma votação em nove semanas do jogo para o público escolher entre duas opções, de acordo com questões que poderiam mudar o rumo das votações do domingo. Geralmente as votações iniciavam-se às sextas-feiras e duravam até o domingo de votação.
| Semana | Pergunta                                                          | Opções           | Votos  | Escolha do público |
| ------ | ----------------------------------------------------------------- | ---------------- | ------ | ------------------ |
| 2      | "Você quer dar uma imunidade para o próximo grupo 'Tá com Nada'?" | Sim              | 63%    | Sim                |
| 2      | "Você quer dar uma imunidade para o próximo grupo 'Tá com Nada'?" | Não              | 37%    | Sim                |
| 3      | "Você quer dar ao Líder o poder de vetar a benção do Anjo?"       | Sim              | 50,44% | Sim                |
| 3      | "Você quer dar ao Líder o poder de vetar a benção do Anjo?"       | Não              | 49,56% | Sim                |
| 4      | "Você quer votação aberta no próximo Paredão?"                    | Sim              | 87%    | Sim                |
| 4      | "Você quer votação aberta no próximo Paredão?"                    | Não              | 13%    | Sim                |
| 5      | "Quem atender ao 'Big Fone' deverá:"                              | Emparedar alguém | 38%    | Ser emparedado     |
| 5      | "Quem atender ao 'Big Fone' deverá:"                              | Ser emparedado   | 62%    | Ser emparedado     |
| 6      | "O Anjo da semana deve ser autoimune?"                            | Sim              | 71%    | Sim                |
| 6      | "O Anjo da semana deve ser autoimune?"                            | Não              | 29%    | Sim                |
| 7      | "O grupo deve votar antes da Líder?"                              | Sim              | 72%    | Sim                |
| 7      | "O grupo deve votar antes da Líder?"                              | Não              | 28%    | Sim                |
| 8      | "Voto do Anjo vai ser anulado ou vai valer o dobro?"              | Ser anulado      | 26%    | Valer o dobro      |
| 8      | "Voto do Anjo vai ser anulado ou vai valer o dobro?"              | Valer o dobro    | 74%    | Valer o dobro      |
| 9      | "O Líder deve votar antes da bênção do Anjo?"                     | Sim              | 36%    | Não                |
| 9      | "O Líder deve votar antes da bênção do Anjo?"                     | Não              | 64%    | Não                |
| 10     | "Você quer dar imunidade ao novo Líder?"                          | Sim              | 49%    | Não                |
| 10     | "Você quer dar imunidade ao novo Líder?"                          | Não              | 51%    | Não                |

### Poder do Não
| Semana | Poder do Não | Total de votos | Participantes vetados | Ref.   |
| ------ | ------------ | -------------- | --------------------- | ------ |
| 2      | Mariza       | 1              | Luan                  | [ 15 ] |
| 3      | Rafael       | 2              | Marco e Mariza        | [ 16 ] |
| 4      | Amanda       | 2              | Aline e Fernando      | [ 17 ] |
| 6      | Fernando     | 1              | Luan                  | [ 18 ] |
| 7      | Adrilles     | 2              | Cézar e Luan          | [ 19 ] |
| 8      | Amanda       | 1              | Mariza                | [ 20 ] |

## Controvérsias

### Suposto homicídio cometido por Luan
Na madrugada do 2º dia de confinamento, o participante Luan disse que cometeu um assassinato quando servia ao exército durante a invasão ao Complexo do Alemão em 2010. Segundo Luan, a vítima era menor de idade. Apesar dos amigos e familiares do participante negarem que ele tenha cometido tal ato, a polícia civil foi a casa do brother ouvir sobre o caso. Logo depois de sua eliminação, ele confirmou que inventou a história, só para ter algo a contar para os Brothers.
| “ | Tinha muita gente contando a sua história de vida e aí você vê todo mundo falando e acaba criando só para ter um pouco de destaque também no meio da galera. | ” |
|   | — Luan, após sua eliminação. |   |

### Influência externa na eliminação de Francieli
A primeira eliminada da edição, Francieli Medeiros, disse que a sua eliminação foi culpa da produção do programa, que colocou um participante [Marco] que tinha informações de, praticamente, todas as estratégias dos integrantes do jogo. A conciliadora criminal refere-se ao fato de que a dois dias da estreia do programa, o participante Marco foi convocado a entrar no "BBB" para substituir o bailarino Rogério, que desistiu. O teólogo não ficou confinado como os outros participantes e pôde, em sua casa, ver trechos das entrevistas com os participantes divulgados nas chamadas do programa antes da estreia. Ele confessou aos outros que Francieli afirmou na entrevista que faria vários amigos no programa, mas que os queimaria quando pudesse.
| “ | Eu não tive erro. O meu erro não foi meu. O erro foi o programa ter colocado uma pessoa que tinha informações [sobre os outros participantes]. | ” |
|   | — Francieli, após sua eliminação. |   |

 Alguns jornalistas criticaram a atitude da emissora de não omitir as informações que Marco passava na casa sobre os participantes. A mesma havia dito que, nesta edição, seriam evitadas influências externas no jogo.

### Desistência de Tamires
A participante Tamires Peloso desistiu do jogo na tarde de 8 de março de 2015. No confessionário, a dentista justificou que estava com muitas saudades da família e que já não se sentia bem dentro do confinamento. Foi a primeira vez na história do BBB que um participante pediu para sair do jogo a menos de um mês da final do programa, que aconteceria em 7 de abril de 2015. Devido à proximidade da final do programa, um novo participante não foi escalado para substituir Tamires no jogo.
Após a saída de Tamires, uma voz, supostamente de Boninho, teve uma conversa séria com os participantes. Em seu discurso, liberado por áudio na casa do BBB, falou sobre a desistência e a seriedade do jogo. Frases fortes demonstraram o descontentamento do diretor de gênero da TV Globo e ex-diretor geral da atração, que reforçou: "Quem quiser sair é super simples, é fácil, é só botar a malinha lá e vocês entram no confessionário e... PUM!, sumiu da nossa vida, sumiu da nossa história, morreu pra gente".
| “ | O BBB é super simples e vocês sabem disso. Essa não é uma brincadeira, é um jogo pra valer. Se alguém quiser sair, pode sair. Mas saibam que quem sai é desistente, é perdedor. Quem é eliminado lutou com louvor. Quem pede pra sair é fraco. | ” |
|   | — Boninho, em mensagem para os participantes. |   |

Boninho incentivou os brothers a continuarem na disputa, a esquecerem o assunto e deixarem o "luto" pela saída de Tamires de lado. Ao fim da mensagem, pediu ainda que seu pronunciamento não fosse comentado entre os participantes durante as próximas horas. Os semblantes de preocupação dos jogadores, assim como a mensagem de Boninho, foram registrados pelos telespectadores do pay-per-view, que vazaram a gravação na internet. Boninho chegou aos Trend Topics do Twitter e os internautas usaram as redes sociais para comentar o ocorrido.
Logo após a desistência, o site oficial do programa excluiu Tamires da lista de participantes, bem como da ficha técnica, fotos e rotina. Tamires também foi retirada da tradicional vinheta de abertura com os participantes.
Ela, entretanto, participou do programa Mais Você, como os eliminados, e pôde comparecer à final do programa, diferente de outras edições, onde os desistentes não eram convidados. No programa da final, Tamires foi reincluída na vinheta de abertura. Pedro Bial disse em entrevista que Tamires foi convidada para a final porque "ficou muito mais tempo que eles [os desistentes de outras edições]".

## Shows e participações especiais
| Data                    | Artista/Banda                         | Tema                         | Ref.   |
| ----------------------- | ------------------------------------- | ---------------------------- | ------ |
| 26 de fevereiro de 2015 | Grazi Massafera e Isabeli Fontana     | Prova do Líder Beleza Elseve | [ 36 ] |
| 27 de fevereiro de 2015 | Raimundos                             | Festa Garagem                | [ 37 ] |
| 13 de março de 2015     | Anitta e Naldo Benny                  | Festa Baile Carioca          | [ 38 ] |
| 7 de abril de 2015      | Daniel, Michel Teló e Paula Fernandes | Final                        | [ 1 ]  |

## Participantes

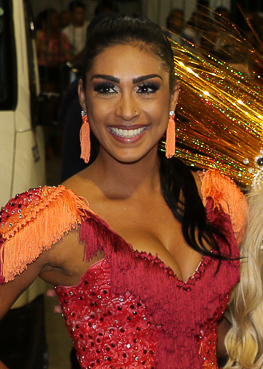
Amanda Djehdian, vice-campeã desta edição

A lista com 13 participantes foi revelada em 13 de janeiro de 2015, sete dias antes da estreia. Em 18 de janeiro de 2015, o pré-selecionado Rogério Alves desistiu de participar do programa às vésperas do início da atração. No mesmo dia, Marco Marcon, um teólogo de 35 anos, foi anunciado como substituto de Rogério na competição. Aline Gotschalg, estudante de moda de 24 anos, ganhou a última vaga do programa ao vencer uma disputa popular contra Julia Barboza. A participante Tamires Peloso desistiu do programa no dia 8 de março de 2015, após 48 dias confinada.
As informações referentes a profissão dos participantes estão de acordo com o momento em que ingressaram no programa.
| Participante                      | Idade      | Ocupação                   | Origem                             | Resultado                               | Ref.          |
| --------------------------------- | ---------- | -------------------------- | ---------------------------------- | --------------------------------------- | ------------- |
| Cézar de Lima Martins             | 07/11/1984 | Estudante de Direito       | Guarapuava, Paraná                 | Vencedor em 7 de abril de 2015          | [ 46 ]        |
| Amanda Djehdian                   | 14/05/1986 | Empresária                 | São Paulo, São Paulo               | 2º lugar em 7 de abril de 2015          | [ 47 ]        |
| Fernando Carlos de Medeiros       | 17/04/1982 | Produtor cultural          | Rio de Janeiro, Rio de Janeiro     | 11º eliminado em 5 de abril de 2015     | [ 48 ]        |
| Adrilles Reis Jorge               | 16/11/1974 | Escritor                   | Campos Gerais, Minas Gerais        | 10º eliminado em 31 de março de 2015    | [ 49 ]        |
| Mariza Maria Moreira              | 15/01/1964 | Professora de Artes        | Recife, Pernambuco                 | 9ª eliminada em 24 de março de 2015     | [ 50 ]        |
| Rafael Selbach Licks              | 26/04/1993 | Estudante de Administração | Canela, Rio Grande do Sul          | 8º eliminado em 17 de março de 2015     | [ 51 ] [ 52 ] |
| Luan Patricio dos Santos Rosa     | 30/01/1991 | Gerente de salão de beleza | Mesquita, Rio de Janeiro           | 7º eliminado em 10 de março de 2015     | [ 53 ]        |
| Tamires Peloso Peixoto            | 31/07/1990 | Cirurgiã-dentista          | São Paulo, São Paulo               | Desistente em 8 de março de 2015        | [ 54 ]        |
| Talita de Araújo Carvalho         | 25/03/1992 | Aeromoça                   | Goiânia, Goiás                     | 6ª eliminada em 3 de março de 2015      | [ 55 ]        |
| Angélica Cristina Ramos de Castro | 18/08/1981 | Auxiliar de enfermagem     | Embu das Artes, São Paulo          | 5ª eliminada em 24 de fevereiro de 2015 | [ 56 ]        |
| Aline Gotschalg                   | 09/10/1990 | Estudante de Moda          | Belo Horizonte, Minas Gerais       | 4ª eliminada em 17 de fevereiro de 2015 | [ 57 ]        |
| Marco Antônio Marcon              | 08/01/1980 | Teólogo                    | Curitiba, Paraná                   | 3º eliminado em 10 de fevereiro de 2015 | [ 58 ]        |
| Douglas Ferreira                  | 17/11/1985 | Motoboy                    | São Paulo, São Paulo               | 2º eliminado em 3 de fevereiro de 2015  | [ 59 ]        |
| Francieli Berwanger Medeiros      | 12/07/1978 | Conciliadora criminal      | Bento Gonçalves, Rio Grande do Sul | 1ª eliminada em 27 de janeiro de 2015   | [ 60 ] [ 61 ] |

## Histórico
| Líder               | (nenhum)                 | Mariza                      | Rafael                     | Amanda                     | Luan                     | Fernando                   | Adrilles                 | Amanda                  | Fernando                 | Amanda                      | Amanda                     | (nenhum)                   | (nenhum)               |    |  |  |  |  |  |
| Anjo                | (nenhum)                 | Marco                       | Angélica                   | Talita                     | Tamires                  | Tamires                    | Tamires                  | Luan                    | Adrilles                 | Mariza                      | (nenhum)                   | (nenhum)                   | (nenhum)               |    |  |  |  |  |  |
| Imunizado           | (nenhum)                 | Adrilles                    | Amanda                     | Rafael                     | Adrilles                 | Talita                     | Tamires                  | Rafael                  | Mariza                   | Adrilles                    | (nenhum)                   | (nenhum)                   | (nenhum)               |    |  |  |  |  |  |
| Big Fone            | (nenhum)                 | (nenhum)                    | (nenhum)                   | (nenhum)                   | (nenhum)                 | Luan                       | (nenhum)                 | (nenhum)                | (nenhum)                 | (nenhum)                    | Fernando                   | (nenhum)                   | (nenhum)               |    |  |  |  |  |  |
| Indicado (Big Fone) | (nenhum)                 | (nenhum)                    | (nenhum)                   | (nenhum)                   | (nenhum)                 | Luan                       | (nenhum)                 | (nenhum)                | (nenhum)                 | (nenhum)                    | (nenhum)                   | Amanda Fernando            | (nenhum)               |    |  |  |  |  |  |
| Indicado (Líder)    | (nenhum)                 | Douglas                     | Douglas                    | Fernando                   | Aline                    | Angélica                   | Luan                     | Luan                    | Cézar                    | Mariza                      | Adrilles                   | Amanda Fernando            | (nenhum)               |    |  |  |  |  |  |
| Indicado (Casa)     | (nenhum)                 | Francieli                   | Adrilles                   | Marco                      | Amanda Mariza            | Mariza                     | Cézar Talita             | Cézar                   | Rafael                   | Cézar                       | Cézar                      | Amanda Fernando            | (nenhum)               |    |  |  |  |  |  |
|                     |                          |                             |                            |                            |                          |                            |                          |                         |                          |                             |                            |                            |                        |    |  |  |  |  |  |
| Cézar               | Não elegível             | Marco                       | Aline                      | Aline                      | Angélica                 | Amanda                     | Adrilles                 | Fernando                | Fernando                 | Amanda                      | Fernando                   | Finalista                  | Vencedor (Dia 78)      | 15 |  |  |  |  |  |
| Amanda              | Não elegível             | Luan                        | Adrilles                   | Marco                      | Mariza                   | Mariza                     | Cézar                    | Cézar                   | Adrilles                 | Líder                       | Líder                      | Paredão                    | 2º lugar (Dia 78)      | 6  |  |  |  |  |  |
| Fernando            | Não elegível             | Francieli                   | Angélica                   | Luan                       | Amanda                   | Líder                      | Cézar                    | Luan                    | Líder                    | Cézar                       | Cézar                      | Paredão                    | Eliminado (Dia 76)     | 6  |  |  |  |  |  |
| Adrilles            | Não elegível             | Francieli                   | Angélica                   | Luan                       | Amanda                   | Rafael                     | Talita                   | Cézar                   | Rafael (×2)              | Cézar                       | Cézar                      | Eliminado (Dia 71)         | Eliminado (Dia 71)     | 10 |  |  |  |  |  |
| Mariza              | Não elegível             | Líder                       | Tamires                    | Luan                       | Amanda                   | Rafael                     | Talita                   | Luan                    | Rafael                   | Fernando                    | Eliminada (Dia 64)         | Eliminada (Dia 64)         | Eliminada (Dia 64)     | 12 |  |  |  |  |  |
| Rafael              | Não elegível             | Francieli                   | Adrilles                   | Marco                      | Mariza                   | Cézar                      | Cézar                    | Adrilles                | Adrilles                 | Eliminado (Dia 57)          | Eliminado (Dia 57)         | Eliminado (Dia 57)         | Eliminado (Dia 57)     | 6  |  |  |  |  |  |
| Luan                | Não elegível             | Marco                       | Adrilles                   | Marco                      | Líder                    | Mariza                     | Fernando                 | Cézar                   | Eliminado (Dia 50)       | Eliminado (Dia 50)          | Eliminado (Dia 50)         | Eliminado (Dia 50)         | Eliminado (Dia 50)     | 12 |  |  |  |  |  |
| Tamires             | Não elegível             | Talita                      | Adrilles                   | Marco                      | Mariza                   | Mariza                     | Cézar                    | Desistente (Dia 48)     | Desistente (Dia 48)      | Desistente (Dia 48)         | Desistente (Dia 48)        | Desistente (Dia 48)        | Desistente (Dia 48)    | 1  |  |  |  |  |  |
| Talita              | Não elegível             | Francieli                   | Adrilles                   | Marco                      | Mariza                   | Mariza                     | Mariza                   | Eliminada (Dia 43)      | Eliminada (Dia 43)       | Eliminada (Dia 43)          | Eliminada (Dia 43)         | Eliminada (Dia 43)         | Eliminada (Dia 43)     | 3  |  |  |  |  |  |
| Angélica            | Não elegível             | Luan                        | Cézar                      | Marco                      | Mariza                   | Cézar                      | Eliminada (Dia 36)       | Eliminada (Dia 36)      | Eliminada (Dia 36)       | Eliminada (Dia 36)          | Eliminada (Dia 36)         | Eliminada (Dia 36)         | Eliminada (Dia 36)     | 6  |  |  |  |  |  |
| Aline               | Indicada                 | Francieli                   | Angélica                   | Luan                       | Amanda                   | Eliminada (Dia 29)         | Eliminada (Dia 29)       | Eliminada (Dia 29)      | Eliminada (Dia 29)       | Eliminada (Dia 29)          | Eliminada (Dia 29)         | Eliminada (Dia 29)         | Eliminada (Dia 29)     | 3  |  |  |  |  |  |
| Marco               | Não elegível             | Francieli                   | Angélica                   | Luan                       | Eliminado (Dia 22)       | Eliminado (Dia 22)         | Eliminado (Dia 22)       | Eliminado (Dia 22)      | Eliminado (Dia 22)       | Eliminado (Dia 22)          | Eliminado (Dia 22)         | Eliminado (Dia 22)         | Eliminado (Dia 22)     | 8  |  |  |  |  |  |
| Douglas             | Não elegível             | Mariza                      | Rafael                     | Eliminado (Dia 15)         | Eliminado (Dia 15)       | Eliminado (Dia 15)         | Eliminado (Dia 15)       | Eliminado (Dia 15)      | Eliminado (Dia 15)       | Eliminado (Dia 15)          | Eliminado (Dia 15)         | Eliminado (Dia 15)         | Eliminado (Dia 15)     | 2  |  |  |  |  |  |
| Francieli           | Não elegível             | Luan                        | Eliminada (Dia 8)          | Eliminada (Dia 8)          | Eliminada (Dia 8)        | Eliminada (Dia 8)          | Eliminada (Dia 8)        | Eliminada (Dia 8)       | Eliminada (Dia 8)        | Eliminada (Dia 8)           | Eliminada (Dia 8)          | Eliminada (Dia 8)          | Eliminada (Dia 8)      | 6  |  |  |  |  |  |
| Julia               | Indicada                 | Eliminada (Dia 6)           | Eliminada (Dia 6)          | Eliminada (Dia 6)          | Eliminada (Dia 6)        | Eliminada (Dia 6)          | Eliminada (Dia 6)        | Eliminada (Dia 6)       | Eliminada (Dia 6)        | Eliminada (Dia 6)           | Eliminada (Dia 6)          | Eliminada (Dia 6)          | Eliminada (Dia 6)      | —  |  |  |  |  |  |
|                     |                          |                             |                            |                            |                          |                            |                          |                         |                          |                             |                            |                            |                        |    |  |  |  |  |  |
| Notas               | 1                        | 2                           | 3, 4                       | 5, 6                       | 7                        | 8                          | 9, 10                    | 11, 12                  | 13                       | 14                          | 15                         | 16, 17                     | 18                     |    |  |  |  |  |  |
| Desistente          | (nenhum)                 | (nenhum)                    | (nenhum)                   | (nenhum)                   | (nenhum)                 | (nenhum)                   | (nenhum)                 | Tamires                 | (nenhum)                 | (nenhum)                    | (nenhum)                   | (nenhum)                   | (nenhum)               |    |  |  |  |  |  |
| Paredão             | Aline Julia              | Douglas Francieli           | Adrilles Douglas           | Fernando Marco             | Aline Amanda Mariza      | Angélica Luan Mariza       | Cézar Luan Talita        | Cézar Luan              | Cézar Rafael             | Cézar Mariza                | Adrilles Cézar             | Amanda Fernando            | Amanda Cézar           |    |  |  |  |  |  |
| Eliminado           | Julia 47% para continuar | Francieli 58% para eliminar | Douglas 63% para eliminar  | Marco 52% para eliminar    | Aline 53% para eliminar  | Angélica 69% para eliminar | Talita 60% para eliminar | Luan 87% para eliminar  | Rafael 77% para eliminar | Mariza 50,22% para eliminar | Adrilles 65% para eliminar | Fernando 78% para eliminar | Amanda 35% para vencer |    |  |  |  |  |  |
| Outras %            | Aline 53% para continuar | Douglas 42% para eliminar   | Adrilles 37% para eliminar | Fernando 48% para eliminar | Amanda 45% para eliminar | Mariza 23% para eliminar   | Cézar 29% para eliminar  | Cézar 13% para eliminar | Cézar 23% para eliminar  | Cézar 49,78% para eliminar  | Cézar 35% para eliminar    | Amanda 22% para eliminar   | Cézar 65% para vencer  |    |  |  |  |  |  |
| Outras %            | Aline 53% para continuar | Douglas 42% para eliminar   | Adrilles 37% para eliminar | Fernando 48% para eliminar | Mariza 2% para eliminar  | Luan 8% para eliminar      | Luan 11% para eliminar   | Cézar 13% para eliminar | Cézar 23% para eliminar  | Cézar 49,78% para eliminar  | Cézar 35% para eliminar    | Amanda 22% para eliminar   | Cézar 65% para vencer  |    |  |  |  |  |  |

### Tá com Tudo / Tá com Nada
|           | Sem 11 | Sem 11 | Sem 2 | Sem 3 | Sem 4 | Sem 52 | Sem 6 | Sem 73, 4 | Sem 85 | Sem 96 | Sem 107 | Sem 118 |
| Dia 1     | Dia 6  |        | Sem 2 | Sem 3 | Sem 4 | Sem 52 | Sem 6 | Sem 73, 4 | Sem 85 | Sem 96 | Sem 107 | Sem 118 |
| --------- | ------ | ------ | ----- | ----- | ----- | ------ | ----- | --------- | ------ | ------ | ------- | ------- |
| Cézar     | TcN    | TcN    | TcN   | TcN   | TcN   | TcN    | TcN   | TcN       | TcT    | TcN    | TcT     | TcT     |
| Amanda    | TcN    | TcN    | TcT   | TcT   | TcT   | TcN    | TcT   | TcT       | TcT    | TcT    | TcT     | TcT     |
| Fernando  | TcT    | TcT    | TcN   | TcT   | TcN   | TcT    | TcN   | TcN       | TcT    | TcT    | TcT     | TcT     |
| Adrilles  | TcN    | TcN    | TcN   | TcT   | TcN   | TcT    | TcT   | TcN       | TcT    | TcT    | TcT     |         |
| Mariza    | TcN    | TcT    | TcN   | TcT   | TcN   | TcN    | TcN   | TcT       | TcT    | TcN    |         |         |
| Rafael    | TcN    | TcN    | TcT   | TcN   | TcT   | TcT    | TcT   | TcT       | TcT    |        |         |         |
| Luan      | TcT    | TcT    | TcT   | TcN   | TcT   | TcN    | TcN   | TcN       |        |        |         |         |
| Tamires   | TcT    | TcN    | TcT   | TcN   | TcT   | TcN    | TcT   | TcT       |        |        |         |         |
| Talita    | TcT    | TcT    | TcT   | TcN   | TcT   | TcT    | TcT   |           |        |        |         |         |
| Angélica  | TcT    | TcT    | TcT   | TcN   | TcT   | TcT    |       |           |        |        |         |         |
| Aline     | TcT    | TcT    | TcN   | TcT   | TcN   |        |       |           |        |        |         |         |
| Marco     | TcN    | TcN    | TcT   | TcT   |       |        |       |           |        |        |         |         |
| Douglas   | TcT    | TcT    | TcN   |       |       |        |       |           |        |        |         |         |
| Francieli | TcT    | TcN    |       |       |       |        |       |           |        |        |         |         |
| Julia     | TcT    | TcT    |       |       |       |        |       |           |        |        |         |         |

- Nota 1: No primeiro dia do programa, Tamires foi sorteada para o "Tá com Tudo" e escolheu quem estaria junto com ela no grupo, sendo que cada escolhido deveria chamar outro para se juntar. O "Tá com Nada" seria formado com os participantes que sobrassem.[72] Aline e Julia, por terem entrado no segundo dia, foram automaticamente para o grupo "Tá com Tudo". No sexto dia do programa, foi realizada a primeira prova da comida, onde, a partir daí, os participantes foram sempre divididos pelo resultado da prova.
- Nota 2: Luan comeu frango empanado do grupo "Tá com Tudo" e causou punição coletiva, fazendo todos os participantes ficarem no grupo "Tá com Nada" na semana 5.
- Nota 3: Por esconder e mascar chiclete da festa Viva México, Luan foi punido com a participação automática no grupo "Tá com Nada" e não participou da prova da comida na semana 7.[73]
- Nota 4: Com a desistência de Tamires na semana 7, abriu-se uma vaga para o "Tá com Tudo" e foi realizado um sorteio entre os membros disponíveis do "Tá com Nada" (Adrilles, Cézar e Fernando) para ver quem ocuparia a vaga. Cézar foi sorteado e entrou para o grupo "Tá com Tudo".[74]
- Nota 5: Após acertarem o segredo de uma brincadeira envolvendo duas irmãs gêmeas, todos os participantes foram para o grupo "Tá com Tudo" na semana 8.[75]
- Nota 6: Fernando, ao atender ao último Big Fone, teve que escolher outro membro do "Tá com Tudo" (Amanda ou Adrilles) para mandar para o "Tá com Nada". Ele escolheu Adrilles.
- Nota 7: Na última prova da comida, não houve divisão e os quatro participantes remanescentes (Adrilles, Amanda, Cézar e Fernando) teriam que concluir a prova corretamente. Eles conseguiram e com isso todos foram para o "Tá com Tudo".
- Nota 8: Na semana 11 não foi realizada prova da comida e todos os participantes ficaram no "Tá com Tudo".

## Classificação geral
| Pos. | Participante       | Meio de indicação        | % dos votos | Eliminado em |
| ---- | ------------------ | ------------------------ | ----------- | ------------ |
| 1    | Cézar Lima         | Finalista                | 65%         | —            |
| 2    | Amanda Djehdian    | Finalista                | 35%         | —            |
| 3    | Fernando Medeiros  | Prova do Finalista       | 78%         | Semana 11    |
| 4    | Adrilles Jorge     | Líder (Amanda)           | 65%         | Semana 10    |
| 5    | Mariza Moreira     | Líder (Amanda)           | 50,22%      | Semana 9     |
| 6    | Rafael Licks       | Casa (3 votos)           | 77%         | Semana 8     |
| 7    | Luan Patricio      | Líder (Amanda)           | 87%         | Semana 7     |
| 8    | Tamires Peloso     | Desistente               | Desistente  | Semana 7     |
| 9    | Talita Araújo      | Casa (1 voto)            | 60%         | Semana 6     |
| 10   | Angélica Ramos     | Líder (Fernando)         | 69%         | Semana 5     |
| 11   | Aline Gotschalg    | Líder (Luan)             | 53%         | Semana 4     |
| 12   | Marco Marcon       | Casa (5 votos)           | 52%         | Semana 3     |
| 13   | Douglas Ferreira   | Líder (Rafael)           | 63%         | Semana 2     |
| 14   | Francieli Medeiros | Casa (6 votos)           | 58%         | Semana 1     |
| 15   | Julia Barboza      | Disputa pela última vaga | 47%         | Semana 1     |

## Audiência
Todos os números estão em pontos e são fornecidos pelo IBOPE. A aferição refere-se apenas à cidade de São Paulo, sem valor nacional.
| Data de transmissão | SEG             | TER             | QUA             | QUI             | SEX             | SÁB             | DOM             | Média semanal |
| ------------------- | --------------- | --------------- | --------------- | --------------- | --------------- | --------------- | --------------- | ------------- |
| 20/01 a 25/01/2015  | —               | 25              | 27              | 24              | 25              | 22              | 14              | 23            |
| 26/01 a 01/02/2015  | 25              | 24              | 27              | 25              | 24              | 21              | 12              | 23            |
| 02/02 a 08/02/2015  | 27              | 23              | 33              | 24              | 26              | 24              | 16              | 25            |
| 09/02 a 15/02/2015  | 26              | 25              | 34              | 23              | 24              | 23              | 15              | 24            |
| 16/02 a 22/02/2015  | 25              | 27              | 36              | 25              | 28              | 24              | 16              | 26            |
| 23/02 a 01/03/2015  | 29              | 24              | 33              | 21              | 24              | 24              | 13              | 24            |
| 02/03 a 08/03/2015  | 29              | 23              | 33              | 26              | 29              | 24              | 15              | 26            |
| 09/03 a 15/03/2015  | 26              | 26              | 37              | 26              | 32              | 21              | 16              | 26            |
| 16/03 a 22/03/2015  | 26              | 24              | 28              | 22              | 22              | 20              | 15              | 22            |
| 23/03 a 29/03/2015  | 25              | 23              | 28              | 22              | 22              | 18              | 17              | 22            |
| 30/03 a 05/04/2015  | 24              | 24              | 25              | 21              | 21              | 19              | 17              | 22            |
| 06/04 a 07/04/2015  | 24              | 27              | —               | —               | —               | —               | —               | 26            |
| 20/01 a 07/04/2015  | Média da edição | Média da edição | Média da edição | Média da edição | Média da edição | Média da edição | Média da edição | 24            |

- Em 2015, cada ponto representava 67,000 domicílios na cidade de São Paulo.